# Nanterre 92
O Nanterre 92, antigamente conhecido por JSF Nanterre e até mesmo por Nanterre, é um clube profissional de basquetebol sediado na cidade de Nanterre, França que atualmente disputa a Liga Francesa e EuroCopa. Foi fundado em 1927 e manda seus jogos no Palais des Sports Maurice Thorez com capacidade para 3.000 espectadores.

## Títulos

### Domésticos
Liga Francesa
- Campeão (1): 2012–13

Copa da França
- Finalista: 2006–07, 2012–13

Super Copa da França
- Campeões (1): 2014

2ª Divisão Francesa
- Campeões (1): 2010–11

### Continentais
EuroChallenge
- Campeões (1): 2014–15

Copa Europeia da FIBA
- Campeões (1): 2016-16